# Ophiocoma occidentalis
Ophiocoma occidentalis is een slangster uit de familie Ophiocomidae.
De wetenschappelijke naam van de soort werd in 1938 gepubliceerd door Hubert Lyman Clark.